# Newbrough Hall
Newbrough Hall est une maison de campagne du début du XIXe siècle à Newbrough, à environ 5 milles (8,05 km) à l'ouest de Hexham, Northumberland, Angleterre. Il s'agit d'un bâtiment classé Grade II*.

## Histoire
Newbrough fait autrefois partie du manoir de Thornton. La maison-tour médiévale connue sous le nom de Thornton Tower est signalée comme étant en état de délabrement lors d'une enquête en 1541. Le bâtiment classé Grade II est maintenant complètement ruiné.
Le domaine est détenu par John Armstrong en 1692 et par John Bacon au début du XVIIIe siècle. Par héritage, la propriété passe à l'arrière-petit-fils de Bacon, le révérend Henry Wastell, en 1811.
Wastell construit une nouvelle maison adjacente à l'ancienne tour, selon une conception de l'architecte John Dobson (architecte) en 1812. Le domaine passe plus tard à sa fille et son mari de 1901, le colonel Coulson. Ils chargent l'architecte Francis William Deas (1862–1951) de moderniser la maison en 1902. La maison à deux étages qui en résulte, à cinq travées dont la centrale est à fronton, est prolongée par deux ailes arrière rattachées à la remise de 1813 pour créer une cour centrale. La maison est équipée d'électricité pour laquelle une centrale électrique indépendante est construite sur le terrain. (La centrale électrique, maintenant une habitation séparée, est classée Grade II).
La fille de Coulson épouse Walter Benson, haut shérif de Northumberland en 1917. William Archer Benson est haut shérif en 1951. La famille Benson y habite jusqu'en 1999. La maison est occupée par leurs descendants qui proposent un logement de vacances.